# Grandeur volumique
Une grandeur volumique d'un objet est le rapport d'une grandeur extensive X au volume de l'objet. La grandeur volumique correspondante d'une substance est la grandeur X par unité de volume de la substance. On l'appelle également densité volumique de X ou simplement densité de X (« densité volumique d'énergie » ou « densité d'énergie » pour « énergie volumique », etc.).
Dans le Système international d'unités, une grandeur volumique s'exprime en [X]/m3, où [X] représente l'unité SI dans laquelle s'exprime la grandeur X.
Exemples : capacité thermique volumique, concentration molaire, densité de charge, densité volumique, densité d'énergie, distribution volumique, fraction volumique, masse volumique, masse volumique apparente, masse volumique tassée, nombre volumique de molécules, poids volumique, puissance volumique.
Contrairement aux apparences, le débit volumique n'est pas une grandeur volumique : ce n'est pas une grandeur par unité de volume (par m3, notamment), mais une grandeur exprimée en unités de volume (m3/s).